# آبراهام بالدوین
آبراهام بالدوین (به انگلیسی: Abraham Baldwin) سناتور سابق عضو حزب دموکرات-جمهوری‌خواه بود. وی در سال ۱۷۹۹ تا ۱۸۰۷ میلادی سناتور ایالت جورجیا در سنای ایالات متحده آمریکا بود.